# Miavai járás

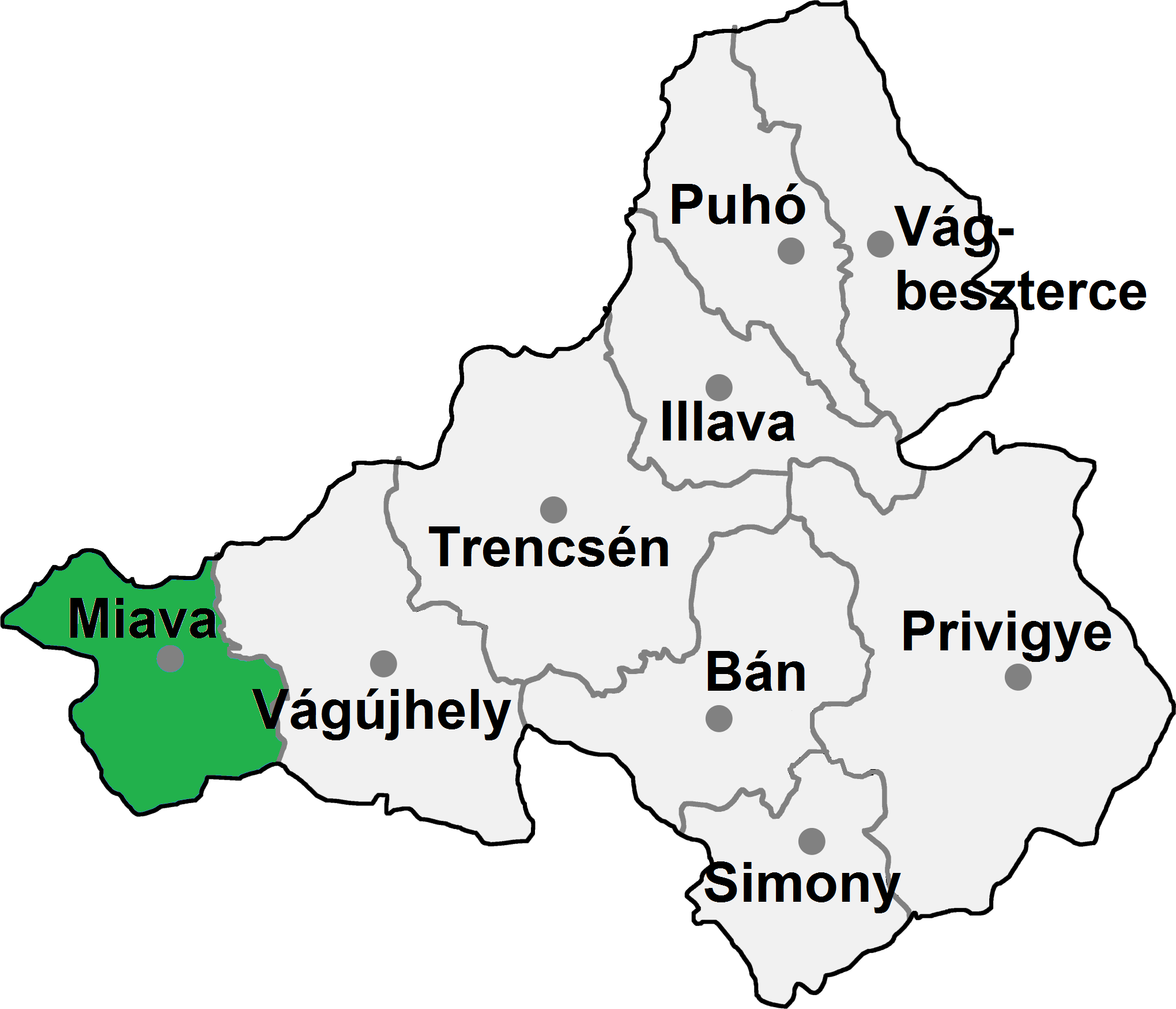
A Miavai járás

A Miavai járás (Okres Myjava) Szlovákia Trencséni kerületének közigazgatási egysége. Területe 326 km², lakosainak száma 27 531 (2011), székhelye Miava (Myjava). A járás teljes egészében az egykori Nyitra vármegye területe volt.

## Népessége
| Év:            | 1994.  | 2004.   | 2014.   | 2024.   |
| -------------- | ------ | ------- | ------- | ------- |
| Emberek száma: | 30 018 | 28 527  | 27 083  | 24 809  |
| Eltérés:       |        | -4,96 % | -5,06 % | -8,39 % |

| Év:            | 2023.  | 2024.   |
| -------------- | ------ | ------- |
| Emberek száma: | 25 013 | 24 809  |
| Eltérés:       |        | -0,81 % |

## A Miavai járás települései
- Berencsbukóc (Bukovec)
- Berezó (Brezová pod Bradlom)
- Brezóvölgy (Brestovec)
- Erdősor (Poriadie)
- Fenyvesd (Chvojnica)
- Hosszúhegy (Priepasné)
- Jablonka
- Karaj (Krajné)
- Kosaras (Košariská)
- Miava (Myjava)
- Nagyegyházas (Kostolné)
- Ómiava (Stará Myjava)
- Polianka
- Rásnyahegy (Hrašné)
- Rudník
- Szakadék (Podkylava)
- Verbóc (Vrbovce)